# Джуно-Ридж (Флорида)
Джуно-Ридж (англ. Juno Ridge) — переписна місцевість (CDP) в США, в окрузі Палм-Біч штату Флорида. Населення — 1186 осіб (2020).

## Географія
Джуно-Ридж розташоване за координатами 26°50′57″ пн. ш. 80°3′43″ зх. д. / 26.84917° пн. ш. 80.06194° зх. д. (26.849065, -80.061941).  За даними Бюро перепису населення США в 2010 році переписна місцевість мала площу 0,39 км², уся площа — суходіл.

## Демографія
Згідно з переписом 2010 року, у переписній місцевості мешкало 718 осіб у 366 домогосподарствах у складі 147 родин. Густота населення становила 1839 осіб/км².  Було 440 помешкань (1127/км²).
Расовий склад населення:
| - 84,8 % — білих - 4,3 % — чорних або афроамериканців - 2,1 % — азіатів - 0,3 % — корінних американців - 0,1 % — вихідців з тихоокеанських островів - 5,3 % — осіб інших рас |

До двох чи більше рас належало 3,1 %. Частка іспаномовних становила 19,9 % від усіх жителів.
За віковим діапазоном населення розподілялося таким чином: 16,6 % — особи молодші 18 років, 77,4 % — особи у віці 18—64 років, 6,0 % — особи у віці 65 років та старші. Медіана віку мешканця становила 34,1 року. На 100 осіб жіночої статі у переписній місцевості припадало 145,1 чоловіків;  на 100 жінок у віці від 18 років та старших — 152,7 чоловіків також старших 18 років.
Середній дохід на одне домашнє господарство  становив 44 490 доларів США (медіана — 31 339), а середній дохід на одну сім'ю — 55 998 доларів (медіана — 31 477). Медіана доходів становила 31 765 доларів для чоловіків та 34 583 долари для жінок. За межею бідності перебувало 15,2 % осіб, у тому числі 0,0 % дітей у віці до 18 років та 50,0 % осіб у віці 65 років та старших.
Цивільне працевлаштоване населення становило 371 особа. Основні галузі зайнятості: науковці, спеціалісти, менеджери — 17,0 %, будівництво — 14,6 %, мистецтво, розваги та відпочинок — 12,1 %, освіта, охорона здоров'я та соціальна допомога — 11,9 %.